# Melinna ochotica
Melinna ochotica är en ringmaskart som beskrevs av Uschakov 1950. Melinna ochotica ingår i släktet Melinna och familjen Ampharetidae. Inga underarter finns listade i Catalogue of Life.